# Typ OBC
| Typ OBC, Serie Bella Coola   | Typ OBC, Serie Bella Coola                        |
| ---------------------------- | ------------------------------------------------- |
|                              |                                                   |
| Technische Daten (Überblick) |                                                   |
| Werft:                       | VEB Mathias Thesen Werft, Wismar                  |
| Vermessung:                  | 16.200 BRT / 8817 NRT                             |
| Tragfähigkeit:               | 23.200 t                                          |
| Länge über Alles:            | 176,65 m                                          |
| Länge zwischen den Loten:    | 167,42 m                                          |
| Breite:                      | 22,86 m                                           |
| Seitenhöhe:                  | 14,00 m                                           |
| Tiefgang:                    | 10,11 m                                           |
| Antrieb:                     | 1 × K8Z 70/120E Dieselmotor auf 1 × Festpropeller |
| Gesamtleistung:              | 8240 kW                                           |
| Geschwindigkeit:             | 15,5 Knoten                                       |
| Besatzung:                   | 28                                                |

Die Frachtschiffe des Typs OBC (Ore-Bulk-Container), Serie Bella Coola der Mathias-Thesen-Werft sind eisgängige kombinierte Massen-, Stückgut- und Containerfrachter.

## Geschichte
Hergestellt wurden zwischen 1972 und 1987 28 Einheiten in fünf Bauserien (OBC I bis OBC V). Verwendet werden die Schiffe außer zum Transport von Erzen, noch für die Trampschifffahrt mit Massen- und Stückgütern, sowie Containern und Walzstücken/Massenstückgütern. Daher auch das Kürzel Ore (Erz), Bulk (Massengut), Container. Ein Teil der Baureihe wurde für die Deutsche Seereederei gebaut, der Rest wurde in zahlreiche, meist westliche Länder exportiert.
- Erstes Schiff und Namensgeber der Serie war die am 30. September 1972 an Schweden übergebene Bella Coola mit der Baunummer 101.[1] Sie wurde bis 1992 betrieben und strandete am 9. November 1992 als Pegasus vor Lu Tao, Taiwan, wobei zwei Seeleute ums Leben kamen.[1]

- Letztes Schiff der Serie war die 1987 fertiggestellte Fremo Scorpius mit der Baunummer 136. Sie fuhr bis zum Abbruch im September 2013 unter dem Namen Anik.[2]

Zwischen 1980 und 1982 wurden zusätzliche sechs Einheiten eines für den Containertransport weiterentwickelten Typs MBC gebaut.

## Technik
Angetrieben werden die Schiffe von einem in MAN-Lizenz gefertigten 8240-kW-Zweitakt-Dieselmotor des Typs K8Z 70/120E des Herstellers VEB Dieselmotorenwerk Rostock, der direkt auf einen Verstellpropeller wirkt und verfügen über ein Bugstrahlruder.
Die eisverstärkten Rümpfe der Doppelhüllenschiffe sind in Sektionsbauweise zusammengefügt. Das in verschiedenen Varianten gelieferte Deckshaus ist klimatisiert.
Die fünf Laderäume mit einem Rauminhalt von 29.620 m³ Kornraum und 28.200 m³ Ballenraum haben einen Decköffnungsgrad von 76,5 % und werden mit hydraulischen Faltlukendeckeln seefest verschlossen. Es können bei Bedarf 582 TEU-Container transportiert werden. Versionsabhängig sind die Schiffe mit vier Schiffskränen von 12,5, 25 oder 40 Tonnen Kapazität ausgerüstet, einige Einheiten wurden auch ohne Ladegeschirr abgeliefert.

## Die Schiffe der Serie
- 1972, Baunummer 101, Bella Coola
- 1973, Baunummer 103, Arctic Wasa
- 1974, Baunummer 102, Sylvo
- 1975, Baunummer 104, Finntimber
- 1976, Baunummer 106, Baltic Wasa
- 1976, Baunummer 107, Celtic Wasa
- 1977, Baunummer 108, Delphic Wasa
- 1977, Baunummer 109, Gothic Wasa
- 1977, Baunummer 110, Weimar
- 1978, Baunummer 111, Jena
- 1978, Baunummer 112, Meissen
- 1978, Baunummer 113, Rocroi
- 1978, Baunummer 114, Fonternoi
- 1979, Baunummer 115, Fengtien
- 1979, Baunummer 118, Wismar
- 1979, Baunummer 119, Ariadne, Kiellegung als Aria
- 1980, Baunummer 117, Maya
- 1981, Baunummer 125, Federal Elbe
- 1983, Baunummer 126, Thalassini Axia
- 1983, Baunummer 127, Thalassini Hara
- 1984, Baunummer 129, Pantelis A. Lemos
- 1984, Baunummer 130, Spyros A. Lemos
- 1985, Baunummer 131, Santa Rita, Kiellegung als Thalassini Aura
- 1985, Baunummer 132, Santa Rosa, Kiellegung als Thalassini Tyei
- 1986, Baunummer 133, Hennigsdorf
- 1986, Baunummer 134, Brandenburg
- 1986, Baunummer 135, Riesa
- 1987, Baunummer 136, Fremo Scorpius, Kiellegung als Calbe